# Шорохова, Антонина Алексеевна
Антони́на Алексе́евна Шо́рохова (Васи́льева) (25 января (6 февраля) 1881, Саратов — 6 февраля 1979, Ташкент) — российский и советский врач, профессор, заслуженный деятель науки Узбекской ССР. Первый врач акушер-гинеколог в Ташкенте.

## Биография
Антонина Алексеевна Шорохова (Васильева) родилась в городе Саратове в 1881 году. А. А. Шорохова окончила в 1898 году женскую гимназию в Саратове. Затем училась в женском медицинском институте Санкт-Петербурга, который окончила в 1909 году. Сокурсницей и подругой Антонины Алексеевны была Нобель-Олейникова, Марта Людвиговна. После окончания института училась там же в ординатуре с 1909 по 1912 год при акушерско-гинекологической клиники института. С 1912 года  по 1916 год она работала в губернской земской больнице в Туле.
С 1916 года она стала работать в Ташкенте, где организовывала гинекологическое отделение при одной из больниц города. С 1917 по 1936 годы Шорохова работала в городской больнице Ташкента, где под её руководством в отделении акушерства и гинекологии проходили специализацию стажеры и студенты-медики Среднеазиатского государственного университета. В 1925 году Антонина Алексеевна Шорохова находилась в зарубежной научной командировке в ряде западных стран: Англия, Германия, США.
Антонина Алексеевна Шорохова была удостоена звания заслуженного деятеля науки Узбекской ССР. Была избрана в 1947 году депутатом Верховного Совета УзССР. Награждена орденом Ленина, дважды орденом Трудового Красного Знамени.
Умерла А. А. Шорохова в Ташкенте в 1979 году, похоронена на Боткинском кладбище Ташкента.